# جيم لاسي
جيم لاسي (بالإنجليزية: Jim Lacey)‏ هو موظف مدني أسترالي، ولد في 1934، وتوفي في 31 يناير 2008.